# Maison d'Orléans-Bragance
Pour les articles homonymes, voir Maison d’Orléans et Bragance.
 (juillet 2024).
Si vous disposez d'ouvrages ou d'articles de référence ou si vous connaissez des sites web de qualité traitant du thème abordé ici, merci de compléter l'article en donnant les références utiles à sa vérifiabilité et en les liant à la section « Notes et références ».
La maison d’Orléans-Bragance (en portugais, Casa d’Orléans e Bragança ou, Casa de Orleães-Bragança) est une dynastie d’origines française et portugaise issue d’une branche cadette de la maison d’Orléans et du rameau brésilien de la maison de Bragance.
L’union de Gaston d’Orléans, comte d’Eu, petit-fils du roi Louis-Philippe, et d’Isabelle de Bragance, princesse impériale du Brésil, héritière des empereurs brésiliens, fonde la dynastie, souvent appelée « maison impériale du Brésil ». Les actuels prétendants à la Couronne impériale brésilienne sont issus de cette famille.

## Histoire

### Naissance d’une dynastie
Tous les fils de l’empereur Pierre II du Brésil sont morts en bas âge. Ainsi, rapidement la princesse Isabelle s’impose comme héritière de son père et devient définitivement, après la mort de son second frère, le prince Pierre, le 9 janvier 1850, princesse impériale du Brésil.
À partir du début des années 1860, la principale préoccupation de l’empereur est de trouver un époux convenable pour ses filles. Sur les conseils de sa sœur la princesse de Joinville, l’empereur arrête son choix sur deux petits-fils de Louis-Philippe, le comte d’Eu, Gaston d’Orléans et le prince de Saxe-Cobourg, Auguste de Saxe-Cobourg-Kohary.
Arrivés ensemble à Rio de Janeiro le 2 septembre 1864, Gaston pour épouser Léopoldine et Auguste Isabelle, les deux jeunes hommes rencontrent les filles de l’empereur au palais de Saint-Christophe. Le comte d’Eu est aussitôt promu maréchal de l’armée brésilienne et le prince de Saxe-Cobourg amiral de la flotte. Les deux princesses prennent la liberté de choisir chacune leur époux et Gaston épouse finalement la première héritière du Brésil. Ce n’est donc pas la maison de Saxe-Cobourg qui devra régner sur le Brésil, mais celle d’Orléans.
Le mariage de la princesse impériale du Brésil avec Gaston d’Orléans, célébré le 15 octobre 1864, est l’acte de naissance de la branche brésilienne d’Orléans qui prendra le nom de maison d’Orléans-Bragance. Prince français par sa naissance, Gaston d’Orléans perdrait de facto ses droits à la Couronne de France aux yeux de certains orléanistes en devenant un étranger. La pérennité de la nouvelle dynastie est assurée par la naissance en 1875 d’un fils, Pedro de Alcântara (du nom du saint espagnol), titré par l’empereur prince du Grão Pará.

### Chute de l’Empire

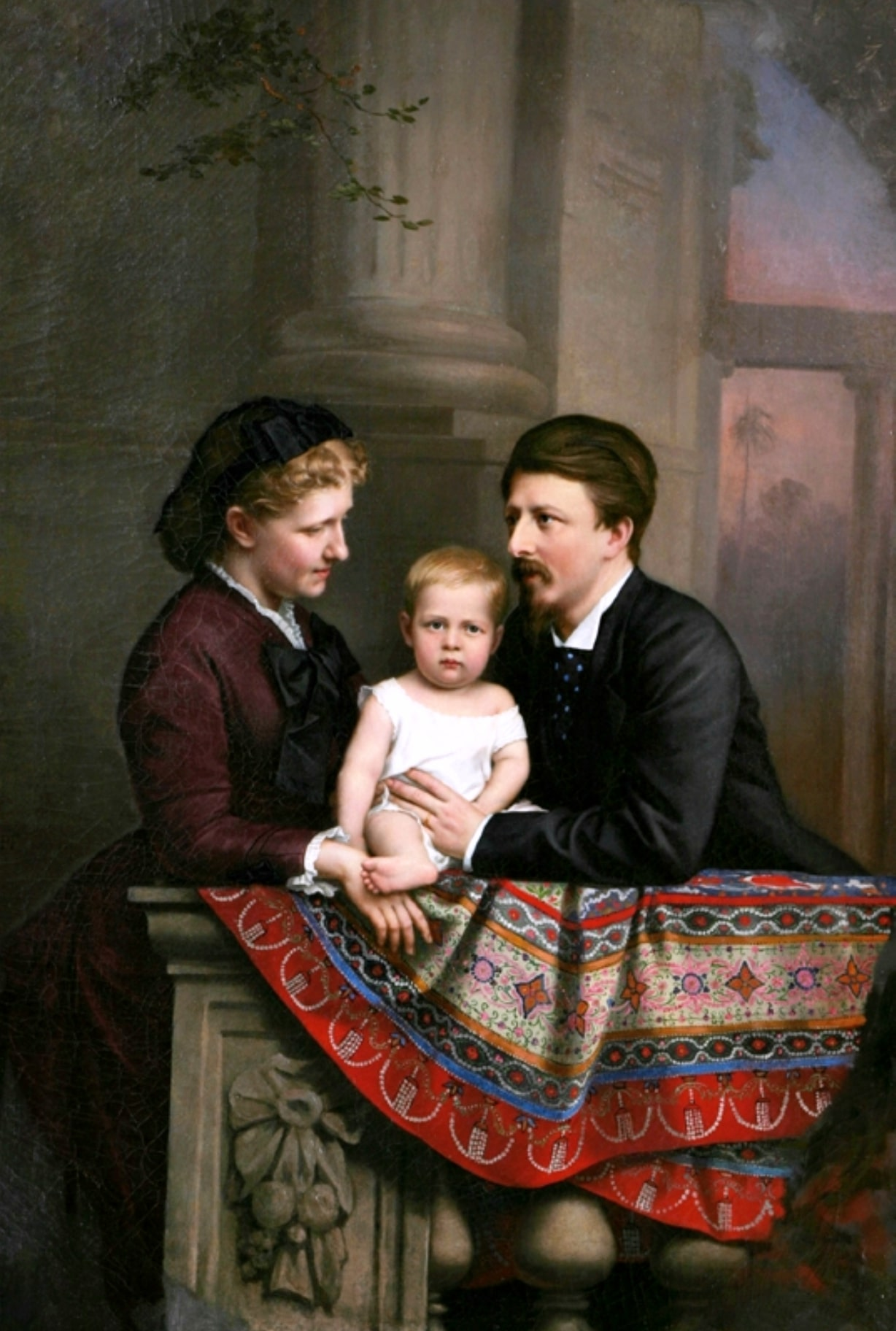
Isabelle et Gaston d’Orléans avec leur fils Pierre d’Alcantara, par Karl Ernst Papf.

Néanmoins, la maison d’Orléans-Bragance n’aura jamais l’occasion de régner sur le Brésil puisque Pierre II est renversé, le 15 novembre 1889, après 58 années de règne, par un coup d’État qui n’a pour soutien qu’un groupe de militaires désireux d’instaurer une république dictatoriale.
L’empereur lui-même, malgré la prospérité de l’empire, ne croyait guère en la survie du régime monarchique. En vieillissant, il n’a fait aucun effort pour garder le soutien des institutions. Pierre II n’a pas d’héritier mâle et ni lui ni les classes dirigeantes n’acceptent réellement l’idée d’un souverain féminin au Brésil, ainsi de plus en plus d’hommes politiques estiment qu’il n’y a aucune raison de conserver la monarchie. Elle ne survivra pas à l’abolition de l’esclavage, le baron de Cotegipe ne s’y trompe d’ailleurs pas lorsqu’il déclare à la princesse Isabelle qui vient de signer solennellement, le 13 mai 1888, la loi d’or : « Votre Altesse a libéré une race, mais elle a perdu le trône ».

### Querelles dynastiques
Le fils aîné et héritier d’Isabelle, le prince Pedro de Alcântara, se marie le 14 novembre 1908, contre l’avis de sa mère, avec la comtesse tchèque Élisabeth Dobrzensky de Dobrzenicz (1875-1951), fille du comte Jean-Wenceslas Dobrzensky de Dobrzenicz et de son épouse la comtesse Élisabeth Kottulinsky de Kottulin. Isabelle, devenue de jure impératrice du Brésil depuis la mort de son père en 1891, considère cette union comme morganatique, écartant les enfants du couple de la succession impériale brésilienne.
La prétention à l'héritage impérial est donc revendiquée par le frère cadet du prince Pedro de Alcântara, Luiz de Orléans e Bragança (1878-1920), qui reçoit le titre de courtoisie de prince du Grão Pará, ainsi qu’à sa descendance, plus tard surnommée « branche de Vassouras ».
Arguant que la constitution de 1824 n'imposait aucune obligation pour les dynastes d'épouser des personnes issues de familles régnantes ou anciennement régnantes, et qu'une telle modification des lois dynastiques et de l'ordre successoral outrepassait les prérogatives de la princesse impériale et devait nécessairement être ratifiée par le peuple brésilien ou ses représentants élus, les héritiers du prince Pedro de Alcântara ne cesseront cependant pas de prétendre à la couronne impériale et donneront naissance à la branche de Petropolis. Selon Stéphane Bern, le prétendant Pedro Gastão (1913-2007), fils aîné de Pedro de Alcântara, « argua[it] à juste titre que, selon la tradition brésilienne, c'est le roi qui fait d'une bergère une reine ».
En outre, le conflit entre les deux branches n'est pas seulement dynastique mais aussi politique. João Henrique de Orléans e Bragança, cousin germain de l'actuel prétendant Pedro Carlos (tous deux de la branche aînée, dite de Petrópolis), souligne dans une interview en 2017 que le chef de file de la branche cadette (dite de Vassouras), Luiz, et son frère puîné et héritier Bertrand, « sont liés à une institution de droite » et « sont hors de toute posture acceptée pour une famille royale » (on leur reproche, écrit Stéphane Bern, « d'appartenir à l'organisation d'extrême droite TFP — Tradition, famille, propriété »). João Henrique lui, se veut au-dessus des partis et a déjà refusé d'entrer au gouvernement.
Et en 2018, condamnant l'adhésion d'un de ses cousins de la branche de Vassouras (Luiz Philippe de Orléans e Bragança, neveu du prétendant de la branche cadette) au PSL (le Parti social-libéral) et le soutien apporté par ce cousin au candidat du PSL à l'élection présidentielle, Jair Bolsonaro, João Henrique de Orléans e Bragança déclare à la Folha de S.Paulo : « Notre famille a une tradition de tolérance — Pierre Ier, Pierre II, la princesse Isabelle. C'est une tradition de liberté, de respect des minorités, de la diversité. Notre position, et celle de toute famille royale dans le monde, aujourd'hui, est d'être au-dessus des partis ». Selon João Henrique, le candidat Bolsonaro est « absolument intolérant » et « dangereux pour le Brésil », et il « fait apparaître [Donald] Trump comme un gentil petit garçon ! »